# Regierung Juncker-Poos
Die Regierung Juncker-Poos, alternativ auch Regierung Juncker I, wurde am 26. Januar 1995 vereidigt, nachdem Jacques Santer als Premierminister zurückgetreten war, um Präsident der Europäischen Kommission zu werden. Die Regierung stützte sich unter der Führung von Jean-Claude Juncker auf eine große Koalition aus Christlich Sozialer Volkspartei (CSV) und der Luxemburgischen Sozialistischen Arbeiterpartei (LSAP). Am 4. Februar 1998 kam es zu einer Kabinettsumbildung, weil die beiden Minister Marc Fischbach und Johny Lahure zurücktraten. Die Regierung Juncker I war bis zum 7. August 1999 im Amt.

## Zusammensetzung des Kabinetts
| Name | Amt | Partei |
| --- | --- | ------ |
| Jean-Claude Juncker                                                                                            | Premierminister Staatsminister Finanzminister Minister für Arbeit und Beschäftigung | CSV    |
| Jacques Poos                                                                                                   | Minister für Äußeres, Außenhandel und Kooperation Vizepremierminister | LSAP   |
| Fernand Boden                                                                                                  | Minister für Landwirtschaft, Weinbau und ländliche Entwicklung Minister für den Mittelstand und Tourismus Minister für Wohnungsbau                                                           | CSV    |
| Marc Fischbach                                                                                                 | Minister für Justiz bis zum 3. Februar 1998 Budgetminister bis zum 3. Februar 1998 Minister für die Beziehungen zum Parlament bis zum 3. Februar 1998                                        | CSV    |
| Johny Lahure                                                                                                   | Gesundheitsminister bis zum 3. Februar 1998 Umweltminister bis zum 3. Februar 1998 | LSAP   |
| Robert Goebbels                                                                                                | Wirtschaftsminister Minister für den öffentlichen Bau Energieminister | LSAP   |
| Alex Bodry | Minister für Landesplanung Minister für öffentliche Streitkräfte Minister für sportliche Erziehung und Sport bis zum 3. Februar 1998 Minister für Jugend Umweltminister seit 4. Februar 1998 | LSAP   |
| Marie-Josée Jacobs                                                                                             | Ministerin für Familie Ministerin für die Förderung der Frau Ministerin für Behinderte und Benachteiligte                                                                                    | CSV    |
| Mady Delvaux-Stehres                                                                                           | Ministerin für soziale Sicherheit Ministerin für Transport Ministerin für Kommunikation | LSAP   |
| Erna Hennicot-Schoepges                                                                                        | Ministerin für Erziehung und Berufsausbildung Ministerin für Kultur Ministerin für Kultus | CSV    |
| Michel Wolter                                                                                                  | Innenminister Minister des öffentlichen Dienstes und der administrativen Reform | CSV    |
| Georges Wohlfahrt                                                                                              | Gesundheitsminister seit 4. Februar 1998 Minister für sportliche Erziehung und Sport seit 4. Februar 1998                                                                                    | LSAP   |
| Luc Frieden | Justizminister seit 4. Februar 1998 Budgetminister seit 4. Februar 1998 Minister für die Beziehungen zum Parlament seit 4. Februar 1998                                                      | CSV    |
| Quelle: [www.gouvernement.lu/1828371/Gouvernements_depuis_1848-version_2011.pdf Service Information et Presse] | |        |